# Trochogyra leptotera
Trochogyra leptotera é uma espécie de gastrópode  da família Charopidae.
Pode ser encontrada nos seguintes países: Argentina, Brasil, Chile, Paraguai e Uruguai.